# Scott Lloyd
Scott G. Lloyd (Chicago, 19 dicembre 1952) è un ex cestista e allenatore di pallacanestro statunitense, professionista nella NBA.

## Carriera
Venne selezionato dai Milwaukee Bucks al secondo giro del Draft NBA 1976 (24ª scelta assoluta).